# Козіду а португеза
Козіду а португеза, Португальське рагу (порт. Cozido à portuguesa) — це тип запеченої традиційної португальської вареної страви. Численні регіональні варіації існують по всій Португалії, і страва вважається частиною португальської спадщини, а також однією з національних страв Португалії.

## Приготування та інгредієнти
Cozido à portuguesa готується з великої кількості овочів (капуста, квасоля, картопля, морква, ріпа, рис), м’яса (курка, свинячі реберця, бекон, свинячі вуха і ракотиці, різні частини яловичини) і копчених ковбас (чорісо, фарінейра, морсела та кров’яна ковбаса). Його традиційно приправляють великою кількістю пасти з червоного перцю, білого перцю та кориці.  